# Hrabstwo Charlton

Piramida wieku hrabstwa

Hrabstwo Charlton (ang. Charlton County) – hrabstwo w stanie Georgia, w Stanach Zjednoczonych. Z gęstością 6,4 os./km² należy do najsłabiej zaludnionych hrabstw Georgii. Jego siedzibą administracyjną jest Folkston.

## Geografia
Według spisu z 2000 obszar całkowity hrabstwa obejmuje powierzchnię 782,97 mil2 (2027,88 km²), z czego 780,77 mil2 (2022,18 km²) stanowią lądy, a 2,20 mil2 (5,7 km²) stanowią wody. Jest piątym co do wielkości hrabstwem Georgii. 
Na terenie hrabstwa leżą bagna Okefenokee z rezerwatem Okefenokee National Wildlife Refuge.

### Miejscowości
- Folkston
- Homeland

### Sąsiednie hrabstwa
- Hrabstwo Brantley, Georgia (północny wschód)
- Hrabstwo Nassau, Floryda (wschód)
- Hrabstwo Camden, Georgia (wschód)
- Hrabstwo Baker, Floryda (południe)
- Hrabstwo Ware, Georgia (zachód i północny wschód)

## Demografia
Według spisu z 2020 roku liczy 12,5 tys. mieszkańców, co oznacza wzrost o 2,9% w porównaniu z poprzednim spisem z roku 2010. Według danych pięcioletnich z 2021 roku 65% to biali (60,1% nie licząc Latynosów), 29,8% czarnoskórzy lub Afroamerykanie, 2,5% miało rasę mieszaną, 1,7% to rdzenna ludność Ameryki i 0,8% Azjaci. Latynosi stanowili 6,5% populacji hrabstwa.

## Polityka
Hrabstwo jest silnie republikańskie, gdzie w wyborach prezydenckich w 2020 roku, 74,8% głosów otrzymał Donald Trump i 24,2% przypadło dla Joe Bidena. 